# Понтинвреа
Понтинврѐа (на италиански: Pontinvrea; на лигурски: o Ponte, о Понте) е село и община в Северна Италия, провинция Савона, регион Лигурия. Разположено е на 425 m надморска височина. Населението на общината е 851 души (към 2011 г.).